# Tubular Bells
Tubular Bells – debiutancki album Mike’a Oldfielda wydany w roku 1973. Mike Oldfield próbował opublikować ten album w wielu znanych wytwórniach muzycznych, ale wszystkie mu odmawiały (niektóre uważały, że nikt nie będzie chciał słuchać tego typu muzyki). Dopiero nowa wytwórnia Virgin Records zgodziła się ją wydać. Płyta była 279 tygodni na brytyjskiej liście przebojów.
Jednym z powodów jej popularności było to, że jej początkowy fragment został użyty w znanym horrorze Egzorcysta. Tubular Bells ma dwa sequele: Tubular Bells II (1992) i Tubular Bells III (1998). Z okazji 30-lecia płyty, w 2003 została ona ponownie nagrana jako Tubular Bells 2003.

## Lista utworów[a](oryginalne wydanie)[9]

### Strona A
1. Tubular Bells, Side 1 – 25:00

### Strona B
1. Tubular Bells, Side 2 – 23:50

## Twórcy
Twórcami albumu są:
- Mike Oldfield – Organy Farfisa, organy Lowrey, gitara akustyczna, gitara elektryczna, gitara basowa, kontrabas, mandolina, dudy, instrumenty perkusyjne, fortepian, dzwonki, organy Hammonda, kotły, dzwony rurowe, głos człowieka z Piltdown, producent, inżynier
- Tom Newman – producent, inżynier
- Sally Oldfield – śpiew
- Viv Stanshall – mistrz ceremonii
- Lindsay L. Cooper – kontrabas
- Steve Broughton – perkusja
- Mundy Ellis – śpiew
- Jon Field – flet
- Simon Heyworth – producent, inżynier
- Manor Choir – chór
- Nasal Choir – chór
- Trevor Key – fotografia, grafika
- Brian Aris – fotografia

## Nagrody i pozycja na listach
Album został wyróżniony następującymi nagrodami:
- 1974 – 3. na liście Billboard
- 1974 – nagroda Grammy w kategorii kompozycja instrumentalna